# 华中前胡
华中前胡（学名：Peucedanum medicum）为伞形科前胡属的植物，是中国的特有植物。分布在中国大陆的湖北、广西、四川、湖南、贵州、广东、江西等地，生长于海拔700米至2,000米的地区，常生于山坡草丛中以及湿润的岩石上，目前尚未由人工引种栽培。

## 别名
光头独活（四川万县、巫山、巫溪）

## 异名
- Peucedanum medicum Dunn var. gracile Dunn ex Shan et Sheh